# Sumire Tsuji
Sumire Tsuji, född 29 november 1999, är en japansk fäktare som tävlar i florett.

## Karriär
Vid olympiska sommarspelen 2020 i Tokyo, som arrangerades 2021, var Tsuji en del av Japans lag tillsammans med Sera Azuma, Yuka Ueno och Rio Azuma som slutade på sjätte plats i lagtävlingen i florett.
Vid asiatiska mästerskapen 2025 i Bali tog Tsuji silver individuellt i florett samt guld i lagtävlingen tillsammans med Sera Azuma, Komaki Kikuchi och Yuka Ueno.